# Otakar Jandera
Otakar Jandera (ur. 9 stycznia 1898 w Krakowie, zm. 25 marca 1977 w Pradze) – czeski lekkoatleta reprezentujący Czechosłowację, dwukrotny olimpijczyk, później trener lekkoatletyczny.

## Życiorys
Urodził się w Krakowie, gdzie jego ojciec odbywał służbę wojskową.
Był wszechstronnym lekkoatletą, ale największe sukcesy odnosił w biegu na 110 metrów przez płotki. Wystąpił w tej konkurencji na igrzyskach olimpijskich w 1924 w Paryżu i 1928 w Amsterdamie, oba razy odpadając w półfinałach.
Był dwunastokrotnym mistrzem Czechosłowacji w biegu na 110 metrów przez płotki w latach 1923–1934, czterokrotnym w trójskoku w 1922, 1923, 1925 i 1926, dwukrotnym w sztafecie 4 × 100 metrów w 1926 i 1929 oraz jednokrotnym w skoku wzwyż w 1923 i w skoku w dal w 1926. Był również wicemistrzem swego kraju w skoku wzwyż w 1921, w skoku w dal w 1921, 1922 i 1927, w skoku w dal z miejsca w 1923, w trójskoku w 1927 i 1931, w sztafecie 4 × 100 metrów w 1928 oraz biegu na 400 metrów przez płotki w 1931, a także brązowym medalistą w skoku wzwyż z miejsca w 1923, w skoku w dal w 1923, w skoku wzwyż w  1925, w trójskoku w 1929 i 1930 oraz w sztafecie 4 × 100 metrów w 1930.
Był dziewięciokrotnym rekordzistą Czechosłowacji w biegu na 110 metrów przez płotki, doprowadzając rekord do czasu 15,2 s (1 lipca 1928 w Pradze). Rekord ten został poprawiony dopiero w 1947 przez Milana Tošnara.
Rekordy życiowe Jandery:
- bieg na 110 metrów przez płotki – 15,1 s (25 września 1927, Ołomuniec)[a][5]
- bieg na 400 metrów przez płotki – 58,9 s (1929)
- skok wzwyż – 1,81 m (1926)
- skok w dal – 6,72 m (1926)
- trójskok – 13,26 m (1923)

Po zakończeniu kariery był trenerem lekkoatletycznym.